# Gorsleben
Gorsleben é uma vila e antigo município da Alemanha localizado no distrito de Kyffhäuserkreis, estado da Turíngia.  Pertence ao Verwaltungsgemeinschaft de An der Schmücke. Desde 1 de janeiro de 2019, forma parte do município de An der Schmücke.